# Seznam administrátorů podobojí
Hlavní článek: Administrátor podobojí
- 1431–1437 Jan Rokycana
- 1437–1439 Křišťan z Prachatic
- 1439–1448 Jan z Příbrami
- 1439–1448 Prokop z Plzně
- 1441–1471 M. Jan Rokycana †1471.
- 1471–1497 M. Václav Koranda mladší †1519.
- 1497–1499 M. Jakub ze Stříbra, zv. "Holub" †1499.
- 1500–1517 M. Pavel ze Žatce †1517.
- 1517–1520 Matěj Korambus z Třebče †1520.
- 1520–1523 M. Václav Šišmánek z Litomyšle †1523.
- 1523–1524 M. Havel Cahera ze Žatce, M. Jan Kulata z Přeštic †1550, Jindřich z Loun, Jan z Českého Brodu
- 1524–1529 M. Havel Cahera ze Žatce (sám), 1529 vypovězen králem Ferdinandem I. z Čech, † 1545.
- 1529–1531 M. Vavřinec Třeboňský, †1531, Václav Unhošťský.
- 1531–1537 Václav Unhošťský, znovu zvolen jako jediný administrátor, vzdal se úřadu.
- 1539–1541 M. Martin Klatovský, pak se vzdal úřadu.
- 1541–1542 M. Jan Zahrádka (Hortensius), pak se vzdal úřadu, spolu s ním od. r. 1541 Jan Mystopol.
- 1541–1555 Jan Mystopol, pak se vzdal úřadu.
- 1555–1562 M. Jan Kolínský, M. Matěj z Hájku, †1583.
  - 1562 zvolen administrátorem Matěj Lounský, ale císař Maxmilián II. Habsburský jej nepotvrdil.
- 1562–1568 Jan Mystopol, †1568
- 1562–1571 Martin Mělnický
- 1571–1581 Jindřich Dvorský (Curius) z Helfenburka, † 1582
- 1581–1591 Václav Benešovský
- 1591–1594 Fabián Rezek z Gelsbachu, přestoupil do strany podjednou
- 1594–1604 Václav Dačický, sesazen, uvězněn arcibiskupem pražským
- 1605–1609 Jan Benedikt
- 1609 (leden-červenec) Tomáš Soběslavský, 30. července 1609 ukončena působnost dolní konzistoře
- 1609–1614 Eliáš Šúd ze Semanína
- 1614–1619 Zikmund Crinitus
- 1619–1621 Jiří Dikast z Mířkova, pak odešel do vyhnanství
- 1631 Samuel Martinius z Dražova, exulant. Zvolen během saského vpádu do Čech, zemřel 1639 v Pirně.

### Související kategorie
- Seznam pražských biskupů a arcibiskupů